# أولاد إسماعيل (أولاد سعيد الواد)
أولاد إسماعيل هي إحدى مشيخات المملكة المغربية، تتبع جغرافيا لإقليم بني ملال وإداريًا لأولاد سعيد الواد. يقدر عدد سكانها بـ 12409 نسمة حسب الإحصاء الرسمي للسكان والسكنى لسنة 2004.